# BABYMONSTER
BABYMONSTER（ベイビーモンスター、朝: 베이비몬스터）は、韓国の7人組ガールズグループ。YGエンターテインメント所属。韓国での通称はベモン（BAEMON、朝: 베몬）。日本での通称はベビモン。公式ファンクラブ名はMONSTIEZ（モンスティーズ、朝: 몬스티즈）。

## 概要
YGエンターテインメントより、BLACKPINK以来約7年ぶりとなる女性アイドルグループ。4年間の専門的なトレーニングを受けた10代・20代の7人のメンバーは、韓国人3人、日本人2人、タイ人2人で構成されている。
デビューメンバーを決める選考の過程は、リアリティ番組『Last Evaluation』として、YouTubeで全世界に公開された。「数年にわたる選考を重ねて最終的に残った7人」として公開されたメンバーは、チームに分かれてのパフォーマンスやソロパフォーマンス、7人合同でのパフォーマンスなど、さまざまなステージに挑戦した。当初は、5人のデビューメンバーを決定する予定であったが、最終的に、7人がデビューすることとなった。
公式ファンクラブ名「MONSTIEZ」は、グループ名を縮約した「MON'S」と、繋がりの関係を意味する「TIES」を組み合わせた単語で、メンバーとファンが最も近い存在として互いに頼り合い、頼れる仲になろうとする、という意味が込められている。韓国での通称はモティズ（MOTIEZ、朝: 모티즈）。日本での通称はモチズ。

## 来歴

### 2023年
- 2023年1月1日、グループの紹介動画「YG NEXT MOVEMENT」がYouTubeにて公開された。本動画は、先輩アーティストのAKMU・WINNERが、グループに対する感想や好評を述べる内容になっている[3]。
- 1月12日、1人目のメンバー・ハラムの歌唱動画が公開されたのを皮切りに[8]、メンバーの歌唱動画やパフォーマンス動画が公開された。
- 3月6日、デビューメンバーが絞り込まれることが発表され[5]、同月10日を皮切りに、最終メンバーを選抜する過程が、YouTubeにてドキュメンタリー「Last Evaluation」として配信された[4]。
- 4月28日、YGエンターテインメント統括プロデューサーであるヤン・ヒョンソクより、5人組グループがデビューすること、および2023年5月12日にメンバーを発表することが告知された[9]。5月12日には、7人全員のデビューが決定[6][10]。
- 5月14日、プレデビュー曲「DREAM」を公式YouTubeチャンネルにて公開。本楽曲は、デビュー前でありながら、約1週間で再生回数は4,000万回を超え、Billboard「Hot Trending Songs」では、1位となった。
- 10月10日、公式Xに「COMING SOON」の文字とともに、グループのロゴポスターが公開された[11]。
- 11月15日、アヒョンが健康上の理由により休養し、6人体制でのデビューが公表された[12]。
- 11月23日、ハラムが活動名をラミに変更[13]。
- 11月27日、デジタルシングル「BATTER UP」をリリースし、デビュー。

### 2024年
- 1月25日、休養していたアヒョンが復帰することが、公式ブログやYouTubeチャンネルを通じて発表された。
- 2月1日、1stミニアルバムからの先行シングル「Stuck In The Middle」をリリース。
- 2月22日、ファンコミュニティプラットフォーム・Weverseがプレオープンした[14]。
- 4月1日、1stミニアルバム『BABYMONS7ER』をリリース。同月11日には、タイトル曲「SHEESH」ミュージックビデオが、K-POPガールズグループのデビュー曲として最速となる1億回再生を突破[15]。また、本アルバムは、初週401,287枚を売り上げ、K-POPガールズグループのデビューアルバム史上最多となる売上を記録した[16]。
- 5月11日、グループ初となるファンミーティング「BABYMONSTER PRESENTS : SEE YOU THERE」をスタート。
- 7月1日、デジタルシングル「FOREVER」をリリース。
- 8月16日、プレデビュー曲「BATTER UP」日本語バージョン「BATTER UP -JP Ver.-」をリリース[17]。
- 10月1日、日本オフィシャルファンクラブがオープン[18]。
- 11月1日、1stフルアルバム『DRIP』をリリース[注 1]。本アルバムは、初週約82万枚を売り上げ[20]、iTunesのアルバムチャートにて、11の地域で1位を獲得[21]。

### 2025年
- 1月25日より、グループ初のワールドツアー「2025 BABYMONSTER 1st WORLD TOUR ＜HELLO, MONSTERS＞」をスタート[22]。
- 5月7日、デジタルシングル「Ghost」をリリース。本楽曲は、グループ初の日本オリジナル曲であり、映画『見える子ちゃん』主題歌に起用された[23]。
- 5月11日、ラミが健康上の理由で活動を一時休止することが発表された[24]。
- 10月10日、2ndミニアルバム『WE GO UP』をリリース予定[25]。
- 11月15日より、グループ初の日本ファンコンサート「BABYMONSTER "LOVE MONSTERS" JAPAN FAN CONCERT 2025」をスタート予定[26]。

## メンバー
| 名前                     | 本名                               | 本名                | 本名           | 本名                        | 生年月日               | 血液型 | 出身地                                         | ポジション                             |
| 名前                     | 仮名                               | ハングル            | 漢字 タイ文字  | ローマ字                    | 生年月日               | 血液型 | 出身地                                         | ポジション                             |
| ------------------------ | ---------------------------------- | ------------------- | -------------- | --------------------------- | ---------------------- | ------ | ---------------------------------------------- | -------------------------------------- |
| ルカ 루카 RUKA           | かわい るか                        | 카와이 루카         | 河井瑠花       | Kawai Ruka                  | 2002年3月20日（23歳）  | O型    | 日本 山口県（出生地） 東京都（出身地）         | リーダー メインダンサー リードラッパー |
| パリタ 파리타 PHARITA    | パリタ・ブンパクディータウィヨット | 파리타 분팍디타위욧 | ภริตา บุญภักดีทวียศ | Pharita Boonpakdeethaveeyod | 2005年8月26日（19歳）  | A型    | タイ バンコク                                  | リードボーカル                         |
| アサ 아사 ASA            | えなみ あさ                        | 에나미 아사         | 榎並杏紗       | Enami Asa                   | 2006年4月17日（19歳）  | O型    | 日本 東京都                                    | メインラッパー リードダンサー          |
| アヒョン 아현 AHYEON     | チョン・アヒョン                   | 정아현              | 鄭雅譞         | Jung Ahyeon                 | 2007年4月11日（18歳）  | A型    | 韓国 江原道春川市 （現・江原特別自治道春川市） | センター リードボーカル サブラッパー   |
| ラミ 라미 RAMI           | シン・ハラム                       | 신하람              | 申厦藍         | Shin Haram                  | 2007年10月17日（17歳） | O型    | 韓国 ソウル特別市中浪区                        | メインボーカル                         |
| ローラ 로라 RORA         | イ・ダイン                         | 이다인              | 李茶仁         | Lee Dain                    | 2008年8月14日（17歳）  | A型    | 韓国 江原道江陵市 （現・江原特別自治道江陵市） | リードボーカル                         |
| チキータ 치키타 CHIQUITA | リラチャ・フォンデチャピファト     | 리라차 폰데차피팟   | ริรชา พรเดชาพิพัฒ | Riracha Phondechaphiphat    | 2009年2月17日（16歳）  | O型    | タイ ナコーンラーチャシーマー県                | リードボーカル サブラッパー            |

## ディスコグラフィ

### 韓国

#### ミニアルバム
|                                 | 発売日                          | タイトル                        | 商品番号                        | 形態                            | 形態                            | 収録曲 | 順位                            | 売上枚数                        | 表題曲                          |
| YGエンターテインメント レーベル | YGエンターテインメント レーベル | YGエンターテインメント レーベル | YGエンターテインメント レーベル | YGエンターテインメント レーベル | YGエンターテインメント レーベル | YGエンターテインメント レーベル | YGエンターテインメント レーベル | YGエンターテインメント レーベル | YGエンターテインメント レーベル |
| ------------------------------- | ------------------------------- | ------------------------------- | ------------------------------- | ------------------------------- | ------------------------------- | --- | ------------------------------- | ------------------------------- | ------------------------------- |
| 1st                             | 2024年4月1日                    | BABYMONS7ER                     | YGP0382                         | CD                              | PHOTOBOOK ver.                  | 収録曲 1. MONSTERS (Intro) 2. SHEESH 3. LIKE THAT 4. Stuck In The Middle (7 ver.) 5. BATTER UP (7 ver.) 6. DREAM 7. Stuck In The Middle (Remix) | 3位                             | 816,665枚                       | SHEESH                          |
| 1st                             | 2024年4月1日                    | BABYMONS7ER                     | YGP0383                         | QR                              | YG TAG ALBUM ver.               | 収録曲 1. MONSTERS (Intro) 2. SHEESH 3. LIKE THAT 4. Stuck In The Middle (7 ver.) 5. BATTER UP (7 ver.) 6. DREAM 7. Stuck In The Middle (Remix) | 3位                             | 816,665枚                       | SHEESH                          |
| 2nd                             | 2025年10月10日                  | WE GO UP                        |                                 |                                 |                                 | 収録曲 1. WE GO UP 2. PSYCHO 3. SUPA DUPA LUV 4. WILD                                                                                           |                                 |                                 | WE GO UP                        |

#### フルアルバム
|                                 | 発売日                          | タイトル                        | 商品番号                        | 形態                            | 形態                            | 順位                            | 売上枚数                        | 表題曲                          |
| YGエンターテインメント レーベル | YGエンターテインメント レーベル | YGエンターテインメント レーベル | YGエンターテインメント レーベル | YGエンターテインメント レーベル | YGエンターテインメント レーベル | YGエンターテインメント レーベル | YGエンターテインメント レーベル | YGエンターテインメント レーベル |
| ------------------------------- | ------------------------------- | ------------------------------- | ------------------------------- | ------------------------------- | ------------------------------- | ------------------------------- | ------------------------------- | ------------------------------- |
| 1st                             | 2024年11月1日                   | DRIP                            | YGP0485                         | CD                              | ZIP LOCK ver.                   | 1位                             | 950,251枚                       | CLIK CLAK                       |
| 1st                             | 2024年11月1日                   | DRIP                            | YGP0485                         | CD                              | BINDER ver.                     | 1位                             | 950,251枚                       | CLIK CLAK                       |
| 1st                             | 2024年11月1日                   | DRIP                            | YGP0486                         | CD                              | JEWEL CASE ver.                 | 1位                             | 950,251枚                       | DRIP                            |
| 1st                             | 2024年11月1日                   | DRIP                            | YGP0487                         | QR                              | YG TAG ALBUM ver.               | 1位                             | 950,251枚                       | DRIP                            |
| 1st                             | 2024年11月1日                   | DRIP                            | YGP0488                         | QR                              | BANDANA ver.                    | 1位                             | 950,251枚                       | DRIP                            |

#### 配信限定シングル
| 配信日                          | タイトル                        | 規格                            | 収録アルバム                    |
| YGエンターテインメント レーベル | YGエンターテインメント レーベル | YGエンターテインメント レーベル | YGエンターテインメント レーベル |
| ------------------------------- | ------------------------------- | ------------------------------- | ------------------------------- |
| 2023年11月27日                  | BATTER UP                       | デジタル・ダウンロード          | BABYMONS7ER                     |
| 2024年2月1日                    | Stuck In The Middle             | デジタル・ダウンロード          | BABYMONS7ER                     |
| 2024年7月1日                    | FOREVER                         | デジタル・ダウンロード          | DRIP                            |
| 2025年7月1日                    | HOT SAUCE                       | デジタル・ダウンロード          | なし                            |

#### ミュージックビデオ
| 公開日         | タイトル            | リンク | 収録作品            |
| -------------- | ------------------- | ------ | ------------------- |
| 2023年5月14日  | DREAM               | ▶      | BABYMONS7ER         |
| 2023年11月27日 | BATTER UP           | ▶      | BATTER UP           |
| 2024年2月1日   | Stuck In The Middle | ▶      | Stuck In The Middle |
| 2024年4月1日   | SHEESH              | ▶      | BABYMONS7ER         |
| 2024年7月1日   | FOREVER             | ▶      | FOREVER             |
| 2024年10月30日 | CLIK CLAK           | ▶      | DRIP                |
| 2024年11月1日  | DRIP                | ▶      | DRIP                |
| 2024年12月16日 | Love In My Heart    | ▶︎      | DRIP                |
| 2025年1月17日  | Really Like You     | ▶      | DRIP                |
| 2025年7月1日   | HOT SAUCE           | ▶      | HOT SAUCE           |

### 日本

#### 配信限定シングル
| 配信日                          | タイトル                        | 規格                            | 収録アルバム                    |
| YGエンターテインメント レーベル | YGエンターテインメント レーベル | YGエンターテインメント レーベル | YGエンターテインメント レーベル |
| ------------------------------- | ------------------------------- | ------------------------------- | ------------------------------- |
| 2024年8月15日                   | BATTER UP -JP Ver.-             | デジタル・ダウンロード          | 未収録                          |
| Sony Records レーベル           |                                 |                                 |                                 |
| 2025年5月11日                   | Ghost                           | デジタル・ダウンロード          | 未収録                          |

## タイアップ
| 起用年 | タイトル | タイアップ先                 |
| ------ | -------- | ---------------------------- |
| 2025年 | Ghost    | 映画『見える子ちゃん』主題歌 |

## 公演

### 参加公演
- SUMMER SONIC 2024（2024年8月18日、ZOZOマリンスタジアム・幕張メッセ）[32]

## 出演

### テレビ番組
- ミュージックステーション（2024年5月17日・11月29日、テレビ朝日）[33]
- Venue101（2024年5月18日・11月30日、NHK総合）[34]
- CDTVライブ! ライブ!（2024年5月20日・2025年3月17日、TBSテレビ）[35][36]
- with MUSIC（2024年5月25日、日本テレビ系）[37]
- バズリズム02（2024年5月30日、日本テレビ系）[38]

### ネット配信
- Last Evaluation（2023年、YouTube）
- BAEMON TV（2024年、YouTube）
- THE FIRST TAKE（YouTube）
  - 「DRIP」（2024年12月25日）[39]

### イベント
- BABYMONSTER 1st MINI ALBUM [BABYMONS7ER] POP-UP STORE（2024年4月1日 - 10日、THE HYUNDAI SEOUL）[40]
- BABYMONSTER PRESENTS : SEE YOU THERE POP-UP STORE IN TOKYO（2024年5月1日 - 12日、RAYARD MIYASHITA PARK）[41]
- BABYMONSTER PRESENTS : SEE YOU THERE POP-UP STORE IN OSAKA（2024年5月29日 - 6月9日、あべのキューズモール）[41][42]
- BABYMONSTER × TOWER RECORDS CAFE（2024年6月13日 - 21日・22日 - 30日、TOWER RECORDS CAFE 表参道店・TOWER RECORDS CAFE 大阪ステーションシティ店）[43]
- BABYMONSTER 1st FULL ALBUM [DRIP] POP-UP STORE（2024年11月1日 - 10日、ベーシックスタジオ）[44]
- BABYMONSTER HELLO MONSTERS JAPAN POP-UP STORE（2025年3月8日 - 4月22日、渋谷モディ・セントラルパーク地下街・なんばマルイ・マルイシティ横浜・博多マルイ）[45]
- BABYMONSTER × TOWER RECORDS CAFE（2025年5月15日 - 6月15日）[注 4][46]

### 広告
- ペプシ（2024年）- プレゼンター[47]
- LG生活健康「CNP」（2024年）- モデル[48]
- アディダス（2024年）- グローバルパートナー[49]
- マクドナルド（2025年）

## 受賞歴
2024年
- サークルチャートミュージックアワード2024「Rookie of The Year - Global Streaming」受賞（「BATTER UP」）[50]
- 2024 Brand of the Year Awards「Best Female Rookie」受賞
- 2024 MAMA AWARDS「Fans' Choice Female Top 10」受賞[51]

2025年
- ゴールデンディスク賞2025「Rookie Artist of the Year」受賞[52]

### 音楽番組首位
| 年     | 受賞歴                                        |
| ------ | --------------------------------------------- |
| 2024年 | - SHEESH（1冠） - 5月2日：Mnet『M COUNTDOWN』 |